# Afterglow
Afterglow（アフターグロウ）は、日本の声優ユニットである。
同ユニットは、ブシロードによるメディアミックスプロジェクト『BanG Dream!』の一環として誕生しており、ブシロードミュージックに所属している。
ライブでは主に佐倉綾音（美竹蘭 役）がボーカルとして参加しているほか、三澤紗千香（青葉モカ 役）がギター演奏を披露している。
また、バックバンドとしてRAISE A SUILENが参加している。2020年2月2日に開かれたトークイベント『Afterglowスペシャルイベント いつも通りの放課後デイズ』では、Afterglowのメンバーが全員そろって登場している。
同ユニットは、同学年の幼馴染たちによって結成されたという設定をもち、バンド名は夕焼けに由来する。

## 来歴・音楽性
ユニットの情報は、2017年2月に行われた『バンドリ！ ガールズバンドパーティ！』（以下：『ガルパ!』）の発表会兼体験会で公表された。
プロジェクトのサウンドプロデューサーを務める上松範康（Elements Garden）は発表会で公開されたビデオメッセージの中で、Afterglowの音楽性を直球のロックであると説明している。また、同バンドの楽器構成はシンセサイザーを排したシンプルな楽器構成であり、メロディに重きが置かれることから、岩橋星実（Elements Garden）が楽曲の制作に携わっている。
歌唱にあたり、佐倉は常に蘭が歌っていることを意識しているとアニメ!アニメ!とのインタビューの中で話している。別の作品でキャラクターソングを歌う際は、「もしこのキャラクターがカラオケで歌うときはどうするのか」といったイメージをすることはあるものの、本プロジェクトでは高校生の若い感性で一生懸命歌っている様子を大事にしていると佐倉は説明しており、このような歌い方は本プロジェクトならではだろうとしている。
佐倉は、自分が歌が得意ではないという意識をプロジェクト当初から持っていたと前述のインタビューの中で話しており、なぜ音楽を中心としたコンテンツに自分が選ばれたのか考える日々が続いたと話している。
1曲目の「That Is How I Roll!」の時点では、バンドの設定もあり、世間の受け止め方を意識するあまり緊張してがむしゃらになってしまったのかもしれないと佐倉は推測する一方、2曲目や3曲目の時点では、「これは高校生のガールズバンドだから、うまいことだけが大事なわけではない。一生懸命さが伝わるように歌おう」と考えると気持ちが楽になったとも話している。

## メンバー
- 佐倉綾音：美竹蘭役[1]
- 三澤紗千香：青葉モカ役[1]
- 加藤英美里：上原ひまり役[1]
- 日笠陽子：宇田川巴役[1]
- 金元寿子：羽沢つぐみ役[1]

## 参加イベント
- ガルパライブ&ガルパーティ！in 東京（東京ビッグサイト、2018年1月14日）
- バンドリ！ラジオ祭り！（パシフィコ横浜 国立大ホール、2019年2月8日）
- BanG Dream! 7th☆LIVE Day2「Genesis」（日本武道館、2019年2月22日） - ゲスト：三澤紗千香
- 「バンドリ！ ラジオ祭り！」ガルパラジオ×あみたいむ×＠ハロハピCiRCLE放送局（舞浜アンフィシアター、2019年5月20日）
- ガルパーティ！&スタリラ祭 2019 in池袋（池袋サンシャインシティ、2019年6月9日）
- Afterglowスペシャルイベント いつも通りの放課後デイズ（武蔵野の森総合スポーツプラザ、2020年2月2日）[1]
- BanG Dream! Special☆LIVE Girls Band Party! 2020（メットライフドーム、2020年5月3日）※開催延期
- FLOW 20th ANNIVERSARY SPECIAL LIVE 2023 ～アニメ縛りフェスティバル～（幕張メッセ 国際展示場、2023年7月1日） - ゲスト：美竹蘭（CV: 佐倉綾音）

## タイアップ曲
| 楽曲                | タイアップ                                   | 時期   |
| ------------------- | -------------------------------------------- | ------ |
| ツナグ、ソラモヨウ  | テレビ番組『バンドリTV!』オープニングテーマ  | 2018年 |
| Scarlet Sky         | テレビアニメ『BanG Dream! 2nd Season』挿入歌 | 2019年 |
| Scarlet Sky         | 劇場版「BanG Dream! FILM LIVE」挿入歌        | 2019年 |
| That Is How I Roll! | テレビアニメ『BanG Dream! 2nd Season』挿入歌 | 2019年 |
| Y.O.L.O!!!!!        | テレビアニメ『BanG Dream! 2nd Season』挿入歌 | 2019年 |
| Y.O.L.O!!!!!        | 劇場版「BanG Dream! FILM LIVE」挿入歌        | 2019年 |
| ON YOUR MARK        | テレビアニメ『BanG Dream! 2nd Season』挿入歌 | 2019年 |
| ON YOUR MARK        | テレビ番組『バンドリTV!』オープニングテーマ  | 2019年 |
| ON YOUR MARK        | 劇場版「BanG Dream! FILM LIVE」挿入歌        | 2019年 |

## 番組
2017年10月6日からは、文化放送にて「バンドリ！ ガルパラジオ with Afterglow」が放送された。2019年10月5日には、FM NACK5にて「バンドリ！ ガールズバンドパーティ！ presents Afterglowの夕焼けSTUDIO」の放送が開始され、2020年10月25日からリニューアルされた。ただし、毎月最終日曜日のみ24:30 - 25:00に放送される。それ以外の週は通常の番組が放送。